# Мазоне Парду (Каљари)
Мазоне Парду је насеље у Италији у округу Каљари, региону Сардинија.
Према процени из 2011. у насељу је живело 49 становника. Насеље се налази на надморској висини од 103 м.